# Кастильєха-де-ла-Куеста
Кастильєха-де-ла-Куеста (ісп. Castilleja de la Cuesta) — муніципалітет в Іспанії, у складі автономної спільноти Андалусія, у провінції Севілья. Населення — 17 282 особи (2010).
Муніципалітет розташований на відстані близько 390 км на південний захід від Мадрида, 5 км на захід від Севільї.

## Демографія
Динаміка населення (INE ):

## Галерея зображень

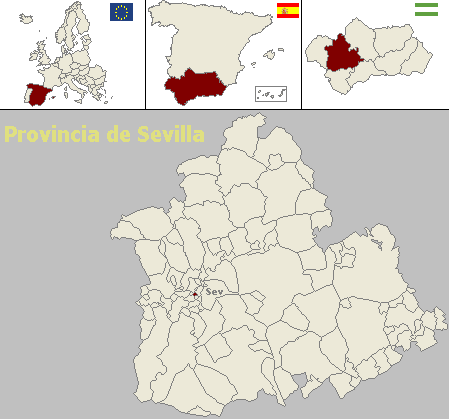
Розташування муніципалітету Кастильєха-де-ла-Куеста у провінції Севілья
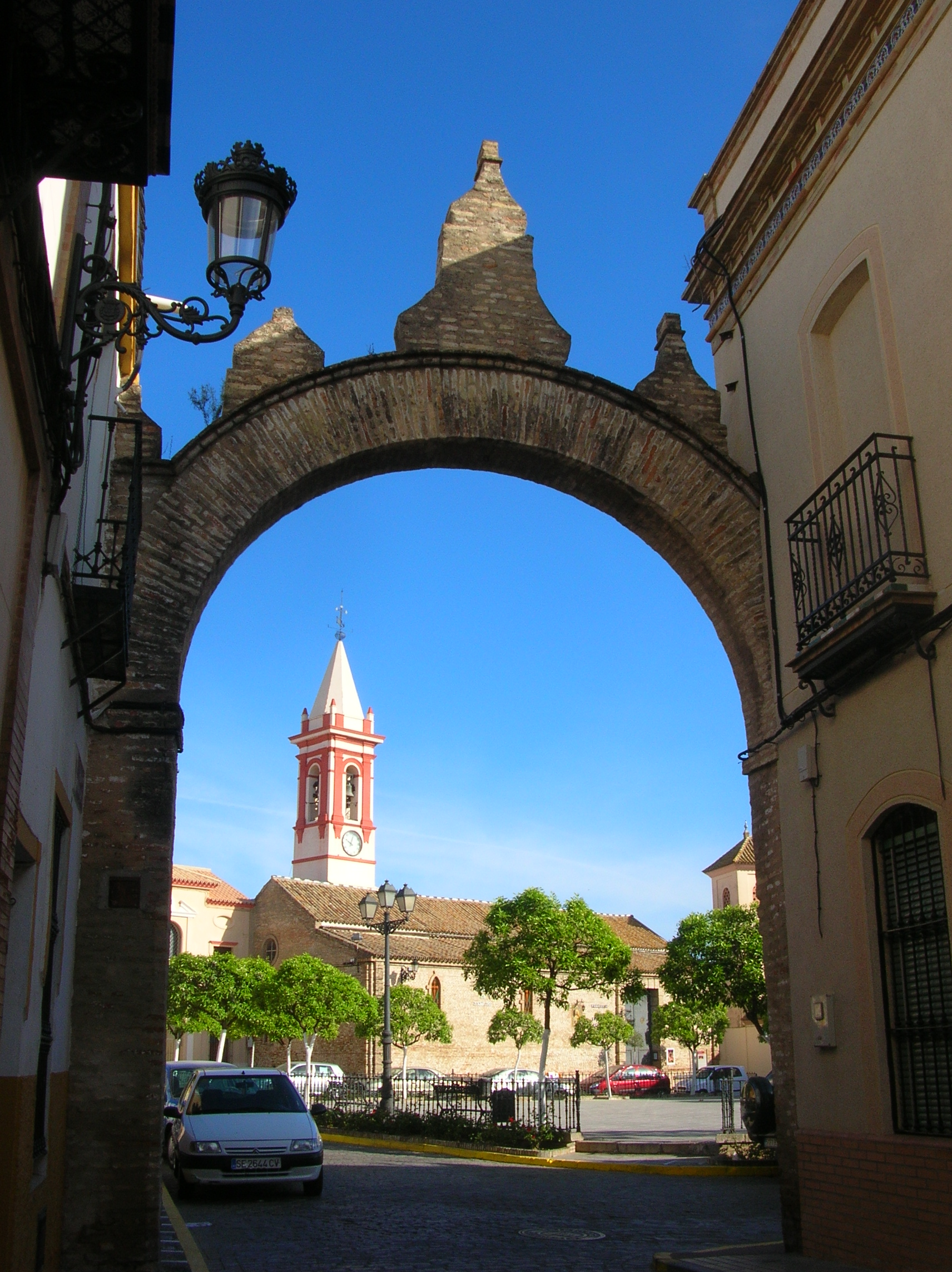
Пласа-де-Сантьяго